# Reto Mario Rossetti
Reto Mario Rossetti (né le 11 avril 1909, mort le 20 septembre 1994) est un poète et professeur espérantiste.

## Biographie
D'origine suisse-italienne, il fait ses études en Écosse. Il était le frère de Cezaro Rossetti,  écrivain espérantiste écossais.

## Œuvre

### En espéranto
- Oazo  (poèmes Kvaropo (1952))
- Mestizo de l' Mondo
- El la maniko (collection de nouvelles, 1955)
- Pinta krajono (collection de poèmes, 1959)

### Traductions
- Otelo

### Publications
- 33 Rakontoj, La Esperanta novelaro avec Ferenc Szilágyi
- Angla Antologio avec William Auld